# Carl Heyer (Politiker)
Carl Friedrich Eduard Heyer (* 8. April 1840 in Obergrochlitz; † 7. Februar 1892 ebenda) war ein deutscher Gutsbesitzer und Politiker.

## Leben
Heyer war der Sohn des Webermeisters Christian Gottlieb Heyer in Obergrochlitz und dessen Ehefrau Christiane Friederike geborene Köhler aus Untergrochlitz. Er war evangelisch-lutherischer Konfession und heiratete am 26. November 1870 in Obergrochlitz Caroline Wilhelmine Händel (* 21. Oktober 1846 in Obergrochlitz; † 8. November 1893 ebenda), die Tochter des Amtsrichters und Feldhausbesitzers Heinrich August Händel in Obergrochlitz.
Heyer war Gutsbesitzer und Mitglied des Gemeindevorstands in Obergrochlitz.
Am 8. Juni 1878 war er als Stellvertreter von Christian Fröbisch Abgeordneter im Greizer Landtag. Am 1. April 1875 wurde er mit der fürstlichen Medaille "Für Treue und Verdienst" ausgezeichnet.